# フィラデルフィア・インクワイアラー
ザ・フィラデルフィア・インクワイアラー（英語：The Philadelphia Inquirer）は、ペンシルベニア州フィラデルフィア地域の朝刊誌である。1829年6月にジョン・R・ウォーカーとジョン・ノーヴェルによりペンシルベニア・インクワイアラーとして発行され、現在アメリカで発行されている新聞の中で3番目に古い。2008年3月末での発行部数は平日で約33万4,000部であり、全米で16位。日曜版が約63万部である。フィラデルフィア・デイリー・ニューズを持つフィラデルフィア・メディア・ホールディングスにより所有されている。
現在までに18個のピューリッツァー賞を受賞している。